# Géberjén, Szabolcs-Szatmár-Bereg
Géberjén  este un sat în districtul Mátészalka, județul Szabolcs-Szatmár-Bereg, Ungaria, având o populație de 518 locuitori (2011). 

## Demografie
Componența etnică a satului Géberjén
     Maghiari (100%)
Componența confesională a satului Géberjén
     Reformați (72,2%)
     Romano-catolici (5,02%)
     Fără religie (3,28%)
     Necunoscută (18,34%)
     Alte religii (1,16%)
Conform recensământului din 2011, satul Géberjén avea 518 locuitori. Din punct de vedere etnic, majoritatea locuitorilor (100,0%) erau maghiari.  Din punct de vedere confesional, majoritatea locuitorilor (72,2%) erau reformați, existând și minorități de romano-catolici (5,02%) și persoane fără religie (3,28%). Pentru 18,34% din locuitori nu este cunoscută apartenența confesională.